# Ada van Karië
Ada van Karië (377 v.Chr. - 326 v.Chr.) was satraap van Karië in de 4e eeuw voor Christus.
Ada was de dochter van Hecatomnus, satraap van Karië. Ze was de zuster van Mausolos, Artemisia, Idrieus en Pixodarus. Ze was getrouwd met haar broer Idrieus. Na de dood van Mausolos volgde Artemisia haar echtgenoot en broer Mausolos op als satraap. Na de dood van Artemisia werd Ada's echtgenoot en broer Idrieus satraap van Karië. Toen die stierf in 344 v.Chr. werd Ada satraap van Karië. In 340 v.Chr. stootte haar jongste broer Pixodarus haar van de troon. Na diens dood in 335 v.Chr. benoemde Darius III de schoonzoon Orontobates van Pixodarus tot satraap.
Toen Alexander de Grote in 334 v.Chr. Karië binnentrok stelde ze haar fort Alinda voor hem open. Ze zond hem ook haar beste kok om voor hem te koken. Nadat Alexander met succes Halicarnassus belegerd en ingenomen had, installeerde hij haar opnieuw als satraap van Karië. Zij adopteerde daarop Alexander als haar zoon.
Haar graftombe en haar skelet en een reconstructie van haar gelaat zijn nu tentoongesteld in het museum van de Petrusburcht te Bodrum in Turkije.